# Lola Lane

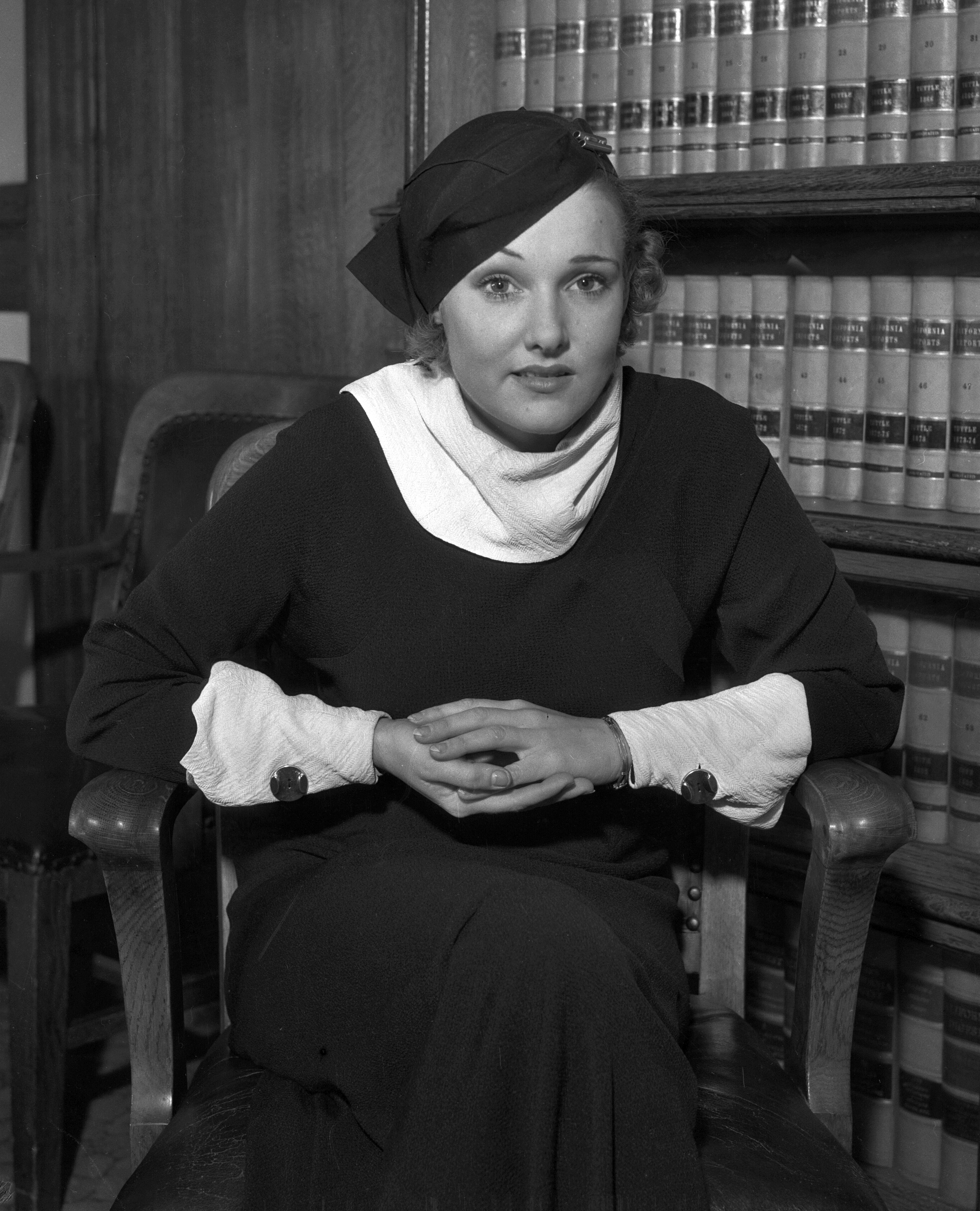
Lola Lane (1933)

Lola Lane (* 21. Mai 1906 in Macy, Indiana; † 22. Juni 1981 in Santa Barbara, Kalifornien; eigentlich Dorothy Mullican) war eine US-amerikanische Schauspielerin.

## Leben
Dorothy Mullican war die zweite Tochter von Dr. Lorenzo Mullican und Cora Bell Hicks. 1928 folgte sie ihrer drei Jahre älteren Schwester Leota Lane nach New York an den Broadway, wo sie gemeinsam große Erfolge feierten.

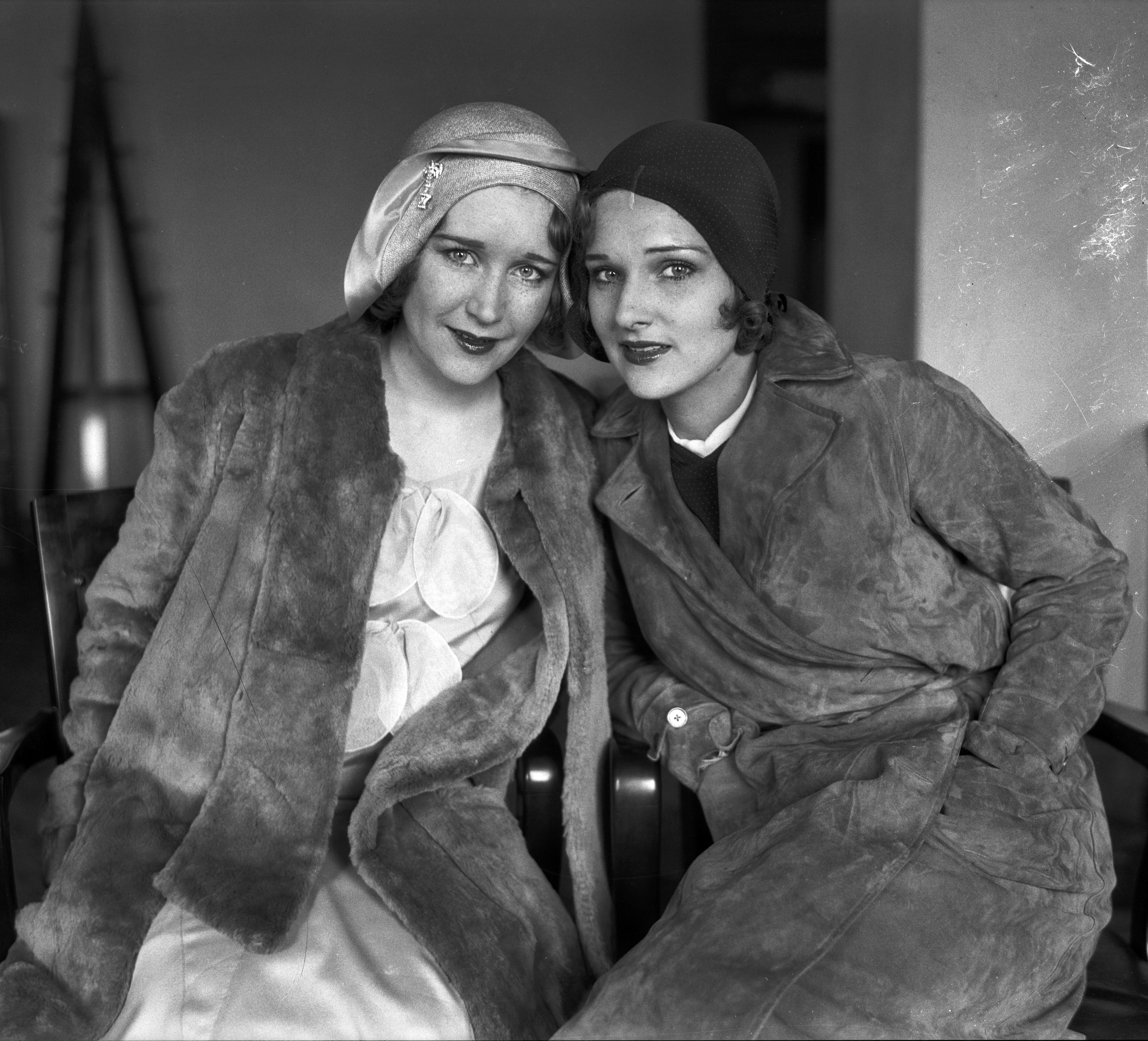
Lola Lane (rechts) mit ihrer Schwester Leota (1930)

Ihre Hollywood-Karriere begann 1929 mit dem Film Speakeasy. 1937 drehte sie ihren wohl bekanntesten Film Mord im Nachtclub an der Seite von Humphrey Bogart und Bette Davis. Ein Jahr später folgte Vater dirigiert zusammen mit ihren beiden jüngeren Schwestern Rosemary Lane und Priscilla Lane. 1946 drehte sie ihren letzten Film They Made Me a Killer.
Lola Lane war von 1931 bis 1933 mit dem Schauspieler Lew Ayres verheiratet, von 1934 bis 1936 mit dem Regisseur Alexander Hall, von 1940 bis 1952 mit dem Regisseur Roland West und von 1955 bis zu ihrem Tod mit dem Regisseur Robert Hanlon.

## Filmografie (Auswahl)
- 1929: Speakeasy
- 1929: The Girl from Havana
- 1929: Fox Movietone Follies of 1929
- 1930: The Costello Case
- 1933: The Woman Who Dared
- 1934: Ticket to a Crime
- 1935: Death from a Distance
- 1937: Mord im Nachtclub (Marked Woman)
- 1937: Hollywood Hotel
- 1938: Vater dirigiert (Four Daughters)
- 1939: Four Wives
- 1940: Gangs of Chicago
- 1941: Four Mothers
- 1942: Lost Canyon
- 1945: Steppin’ in Society
- 1945: Why Girls Leave Home
- 1946: They Made Me a Killer